# ادوارد استانیسلاوس بولفین
ادوارد استانیسلاوس بولفین (انگلیسی: Edward Bulfin؛ ۶ نوامبر ۱۸۶۲ – ۲۰ اوت ۱۹۳۹) فرد نظامی اهل بریتانیا بود. وی همچنین برندهٔ جوایزی همچون نشان حمام و نشان سلطنتی ویکتوریایی شده‌است.